# Santa Teresita (Loja)
Santa Teresita ist eine Ortschaft und eine Parroquia rural („ländliches Kirchspiel“) im Kanton Espíndola der ecuadorianischen Provinz Loja. Die Parroquia besitzt eine Fläche von 77,23 km². Die Einwohnerzahl lag im Jahr 2010 bei 1756.

## Lage
Die Parroquia Santa Teresita liegt in den Anden im äußersten Süden von Ecuador. Der 1920 m hoch gelegene Ort Santa Teresita befindet sich 2,2 km ostnordöstlich des Kantonshauptortes Amaluza.
Die Parroquia Santa Teresita grenzt im Osten an die Provinz Zamora Chinchipe mit der Parroquia Valladolid im Kanton Palanda, im Süden und im Westen an die Parroquia Amaluza sowie im Norden an die Parroquias El Airo und El Ingenio.

## Orte und Siedlungen
Die Parroquia besteht neben dem Hauptort aus folgenden Barrios: Cangochara, Collingora, El Lumal, El Sango, Guarango, Potrerillos, Tundurama, Ventanilla und Yunguilla. Ferner gibt es folgende Comunidades in der Parroquia: Cangochara, Cochecorral und Tundurama.

## Geschichte
Die Parroquia wurde am 5. Juni 1967 im Kanton Calvas gegründet. Im Jahr 1970 wurde die Parroquia dem neu geschaffenen Kanton Espíndola zugeschlagen.